# Teistungen
Teistungen település Németországban, azon belül Türingiában. Lakosainak száma 2448 fő (2023. december 31.).

## Népesség
A település népességének változása:
| Lakosok száma | 2529 | 2571 | 2500 | 2463 | 2448 |
|               | 2017 | 2019 | 2021 | 2022 | 2023 |